# SD Lemona
SD Lemona is een Spaanse voetbalclub. Thuisstadion is het Estadio Arlonagusia in Lemoa in de autonome regio Baskenland. Het team speelt sinds 2006/07 in de Segunda División B.

## Historie
SD Lemona wordt opgericht in de jaren 20 maar debuteert pas meer dan 50 jaar later in het professionele voetbal. In 1977/78 sluit het het eerste seizoen af met een 8e plaats. Daarna speelt de club meestal tegen degradatie tot het in het seizoen 1986/87 via een 3e plaats en de play-offs zomaar in de Segunda División B terechtkomt. Na 12 seizoenen degradeert de club en speelt het vervolgens enkele seizoenen in de Tercera División. Promotie volgt weer in het seizoen 2003/04. In totaal heeft de club 14 seizoenen in de Tercera División gespeeld en 16 in de Segunda División B, inclusief het huidige seizoen. De hoogst behaalde klassering is een 4e plaats in 1996/97.

## Gewonnen prijzen
- Tercera División: 2000/01 en 2001/02